# Escaut oriental
Pour les articles homonymes, voir Escaut (homonymie).
L'Escaut oriental (en néerlandais Oosterschelde ) est un bras de mer situé dans la province de Zélande aux Pays-Bas. Il voisine les îles de Schouwen-Duiveland, Tholen, Sint Philipsland, Noord-Beveland et Zuid-Beveland. Depuis la construction de l'Oosterscheldekering en 1986, l'Escaut oriental peut, en cas de nécessité, être entièrement coupé de la mer.  

## Historique
L'Escaut oriental a présenté des formes multiples et variables à travers les âges. Au début de notre ère, de faible taille, il s'est élargi à travers les siècles, pour devenir le bras principal de l'estuaire de l'Escaut, mais pour finalement être supplanté par l'Escaut occidental en tant que voie maritime. L'assèchement des polders et la construction de digues lui ont donné sa physionomie actuelle. En 1867, la kreekrak est construite, c'est une digue qui l'isole définitivement des eaux de l'Escaut ; ce n'est plus un estuaire, même s'il conserve son nom. La construction de l'Oosterscheldekering en a fait un milieu marin particulier, toujours soumis aux marées. Le plan Delta prévoyait un simple barrage ; ce plan d'eau aurait pu être transformé en lac d'eau douce, mais les problèmes écologiques ont fait modifier la décision. C'est un barrage anti-tempête nécessitant une haute technologie qui a été construit. Les mauvaises langues disent que les huîtres de cette baie sont les plus chères du monde, le barrage ayant coûté l'équivalent de deux centrales nucléaires[réf. nécessaire].

## Parc national de l'Escaut oriental
Depuis le 8 mai 2002, l'Escaut oriental a été constitué en parc national. La vie marine y est abondante et variée. Il a notamment acquis une grande notoriété en tant que site de plongée sous-marine et comme plan d'eau de plaisance.  